# 喻鳧
喻鳧（？—？），唐朝毗陵（今江蘇常州）人，官長城、德清、烏程縣令，擅長作詩。

## 生平
喻鳧早年離鄉，漫遊各地。唐文宗開成五年（840年），李從實同榜進士。曾任校書郎，歷官長城、德清、烏程縣令。擅長作詩，為苦吟詩人，詩學賈島，人称之“贾喻”。惜天不假年，卒於烏程縣令任上。著有《喻鳧詩》一卷，已佚失。